# 科普魯律·穆罕默德帕夏
科普魯律·穆罕默德帕夏（Köprüli Meḥmed Paşa；阿爾巴尼亞語：或；约1575年—1661年10月31日），又稱羅什尼克的穆罕默德帕夏。阿爾巴尼亞裔鄂圖曼帝國權臣，科普魯律時期的創立者。通過打擊腐敗，整頓軍備，他扭轉了鄂圖曼帝國的頹勢，擴展了鄂圖曼的疆土，并擊敗了哥薩克、匈牙利人甚至威尼斯人。他的行政能力使他聲名遠播。其家族統治鄂圖曼帝國長達半個世紀（十七世紀後半期）。鄂圖曼帝國在科普魯律家族治下達到了其極盛。

## 生平

### 早年
科普魯律出生于阿爾巴尼亞培拉特地區的羅什尼克。幼年時，科普魯律通過從東正教人口中征男丁的德夫希尔梅制度被選入鄂圖曼宮廷并在宮內學校接受教育。他最初在御膳房作為下手供職。隨後任職于宮內金庫并擔任過一些宮內管理職。據說由於其他官員覺得科普魯律難以相處，便將他調到了地方的西帕希骑兵隊中。
科普魯律最早在土耳其北部的科普魯服役。該城後來被命名為維齊爾科普律以紀念他。他以科普魯律作為自己的姓氏，意為“自科普魯來的”。他的導師，波斯尼亞人胡斯列夫升任高位后，也將他提拔至重要的職位。胡斯列夫遭到暗殺之後，科普魯律開始發展自己的黨羽。他歷任君士坦丁堡集市警備隊的領導、帝國船塢管理員、西帕希骑兵隊長等職務。他與得勢之人建立關係，并能在這些人倒台之後保持自己的勢力。1644年，科普魯律最終升至帕夏的高位，并受任命為特拉布宗省督。

### 中年
1647年，科普魯律出任埃格尔省行政長官。1648年，調任卡拉曼省。1650年，他則在安納托利亞任職。1652年，他在底萬擔任過時長僅一周的維齊爾，隨後由於宮廷內部權力鬥爭而被排擠了出去。 科普鲁律虽然在这一时期得到过大维齐尔的提名，但由于古尔朱·穆罕默德帕夏的暗中操作，他只能到保加利亚南部担任地方官。多年以來，科普魯律在蘇丹的內廷發展了許多友人，特別是蘇丹穆罕默德四世之母，斯拉夫人出身的圖爾罕太后。

### 大维齐尔任内
1656年，鄂圖曼帝国正经历严重的政治危机。在克里特岛，帝国正与威尼斯鏖战。这年秋，卡普丹帕夏科南所率领的帝国海军被威尼斯人击败。威尼斯人封堵了恰纳卡莱附近的海峡以致克里特的鄂圖曼军无法和君士坦丁堡联系。与此同时，帝国内部由几位维齐尔共同谋划的对穆罕默德四世的废立也在进行之中。这一阴谋暴露后，谋划者们都遭到了处决或流放。图尔罕太后在咨询之后确认了科普鲁律为最佳的大维齐尔候选人。尽管当时科普鲁律年事已高且已退隐。书记长兼将作大匠迈哈迈德·埃凡迪对苏丹称，若要扭转战局，非科普鲁律不可。是年9月14日，科普鲁律奉命入君士坦丁堡，接受了大维齐尔之职，且要求苏丹给予他至高的权利并禁止一切关于他的流言蜚语。
科普鲁律就任大维齐尔时年龄已经高达八十岁。他首先要求穆罕默德四世移驾阿德里安堡并停止直接插手政务。1657年1月4日，西帕希骑兵在君士坦丁堡发动了叛乱，随即遭科普鲁律率领的耶尼切里血腥镇压。他还以图谋不轨之名将时任君士坦丁堡普世牧首帕爾塞尼烏斯二世处以绞刑，前一年，他已将伊斯兰原教旨主义者，自称卡蒂萨德派的一众教法学家流放至塞浦路斯。这些人由于拒绝停止对苏菲派的攻击而得罪了科普鲁律。在博兹贾岛不战而降的耶尼切里也受到了他的处分。 他的政敌及与之敌对的宗教领袖都遭到了驱逐。科普鲁律在得到了耶尼切里的支持后，完成了他的中央集权。基本上，自1648年以来在鄂圖曼帝国朝廷内挑起争端的各种政治势力自此都遭到了科普鲁律的整肃。他下令将所有滥用职权及腐败的官吏撤职或处以极刑。无法完成军事目标的指挥官将受到重罚。1657年7月17日，他当场处决了无法突破恰纳卡莱封锁的托帕尔·穆罕默德帕夏。当有人向穆罕默德四世抱怨其行政手法时，科普鲁律挂冠而去。由于他在恢复帝国行政能力上的出色表现，穆罕默德立即要求他继续行使职权。
鉴于是临危受命，科普鲁律必须在处理威尼斯问题上表现出其能力。科普鲁律接下来发动了对威尼斯共和国的反击且亲自带领鄂圖曼海军进攻威尼斯人，并要求宫廷内每天诵读古兰经以祈求战事顺利。眼见其军势，博兹贾岛、利姆诺斯岛上的威尼斯戍卫部队随即投降了。是年7月19日，在他的指挥下，鄂圖曼军在达达尼尔海峡击败了威尼斯人并重新取得了部分爱琴海岛屿的控制权。如此，鄂圖曼军得以补给仍在克里特岛上的陆军并能从埃及获取资源。
1658年，科普鲁律率领大军将不听从帝国命令的特兰西瓦尼亚大公乔治·拉科齐驱逐出境并吞并了伊内乌及瓦劳德。拉科齐当时正试图通过挑衅波兰来制造麻烦。科普鲁律便果断地制止了他的行为。他还与哈布斯堡王朝进行了军事对抗，加强了帝国对特兰西瓦尼亚的控制权。
阿勒颇省督阿巴扎·哈桑帕夏在帝国东部诸省的反乱导致科普鲁律不得不从特兰西瓦尼亚的战局中抽身。阿巴扎等人要求苏丹停止支持科普鲁律的政治清洗行为。但苏丹不仅没有撤回其对科普鲁律的支持，还命当时正防御萨非王朝的穆尔塔萨帕夏率军平叛。1659年2月，所有在阿勒颇的叛军领袖都遭到杀害，阿巴扎之乱告终。之后，科普鲁律也成功地镇压了大马士革、开罗及安塔利亚的骚乱，鄂圖曼帝国的军、政进一步稳定了下来。他还派他的亲信伊斯梅尔帕夏巡视东部边境并解除了该地区潜在的威胁。
随后，为了展示自己的威信，科普鲁律为穆罕默德四世组织了一场巡幸。他扈从苏丹自君士坦丁堡行至布尔萨、恰纳卡莱及阿德里安堡。
1660年7月，君士坦丁堡蒙受了一场大火，后世称之为阿亚兹玛卡皮之火。火灾造成了城内食物短缺，还引发了瘟疫。科普鲁律亲自参与城市恢复工作并展现了他诚实、廉正的品质。他下令由政府重新出资购买火灾中受创的犹太人聚居区。
1661年，科普鲁律重病不起，临终前说服苏丹将其子科普鲁律·法扎勒·艾哈迈德帕夏任命为下一任大维齐尔。这一任命是没有前例的，也是鄂圖曼土耳其史上第一次通过父死子继的方式任命大维齐尔。10月31日，科普鲁律去世并给鄂圖曼留下了一个完好运作的国家机器，他恢复了帝国好战的名声，及帝国政府对内、对外的政治特权。他在特兰西瓦尼亚的成功将帝国的边境线推至奥地利附近。